# Monte Gutanassar
O monte Gutanassar (em armênio: Գութանասար, Gutanasar) é um vulcão extinto da Armênia na província de Cotaique, ao norte do planalto de Cotaique. Sua altitude é de 2 299. A parte inferior é composta por lavas ácidas, a parte superior é composta por escórias. Há ricos depósitos de perlita e pedra-pomes. As encostas são cobertas por vegetação de estepe montanhosa, e o cume é coberto por prados subalpinos.